# Martina Menegon
Martina Menegon (Italië, 1988) is een Italiaanse kunstenares, docent en curator. Zij houdt zich bezig met interactieve kunst en toepassingen van augmented reality en internetkunst. Menegon maakt video's en NFT werk. Zij experimenteert met de uitwisseling tussen de fysieke werkelijkheid en een gecreëerde virtuele realiteit. Haar kunstwerken worden getypeerd door performances die digitaal worden gemanipuleerd. Ze gebruikt avatars die ze modelleert naar haar eigen lichaam.
Menegon woont en werkt in Wenen en wordt vertegenwoordigd door ALBA Gallery in Wenen en Artemis Gallery in Lissabon.

## Opleiding
Menegon studeerde van 2007 tot 2010 aan de IUAV Universiteit van Venetië en behaalde daar een bachelor  Visual and Performing Arts. Van 2010 tot 2016 studeerde zij Transmedia Art aan de Universiteit voor Toegepaste Kunst in Wenen.

## Docentschap
Vanaf 2011 geeft ze, naast haar artistieke werkzaamheden, workshops en doceert ze aan verschillende universiteiten, waaronder de Universiteit voor Kunst en Design in Linz (Oostenrijk) en haar alma mater, de IUAV Universiteit van Wenen. In Linz doceerde ze het vak Inleiding interactieve kunsten. In Wenen begon zij in 2016 met het doceren van het vak Transmedia Art. In 2018 werd ze benoemd als onderwijsassistent en doceerde zij samen met Klaus Obermeier en Stefano D'Alessio het vak Multimedia tools voor interactieve kunst aan bachelor- en masterstudenten. Momenteel is ze Senior artist en lecturer bij de afdeling Transmedia Art, waar ze Digital design and virtuality doceert.

## Curatorschap
Martina Menegon begon haar werk als curator in 2019 met een reeks pop-up solotentoonstellingen over digitale kunst, georganiseerd door het collectief /afk, dat zij samen met Shahab Nedaei oprichtte en leidde. De tentoonstellingen vonden plaats in verschillende Weense kunstruimtes, waaronder 36|PROJECTCELL en de gallerie van Suzie Shride.
In 2020 trad zij toe tot het team van sound:frame waarvoor ze, samen met Eva Fischer, optrad op als curator voor verschillende projecten. Ze is vice-directeur en curator van het CIVA festival voor nieuwe mediakunst en hoofd van de afdeling Extended Reality. Daarnaast is namens sound:frame curator van het platform Area for Virtual Art.

## Overige Activiteiten
Martina Menegon geeft zowel online als offline lezingen en voordrachten over onderwerpen als Avatar, Synthetic corporeality, Social virtual reality, Augmented reality en Virtual art.

## Tentoonstellingen (selectie)
Menegon's werk wordt internationaal tentoongesteld op festivals, in musea en galeries.
- MAK Museum of Applied Arts Vienna[4]
- NRW-Forum Düsseldorf
- Roers & Boetsch Gallery, Stäfa (Zwitserland)[5]
- Kunstraum Niederoesterreich[6]
- WRO Biennale[7]
- Parallel Vienna
- Virginia Bianchi Gallery[8]
- House of Electronic Arts (HEK)[9]

Een aantal van Menegons werken zijn permanent te zien op platforms als Feral File, Harddiskmuseum en de Paper-Thin V.2 Gallery. De door haar gerealiseerde NFT voor de conceptuele reeks Unsigned:Martina Menegon is opgenomen in de permanente collectie van het Francisco Carolinum kunstmuseum in Linz.
- Virtual International Authority File: 1606161098962329640002